# Pokhisjjenije tjarodeja
Pokhisjjenije tjarodeja (russisk: Похищение чародея) er en sovjetisk spillefilm fra 1989 af Viktor Kobzev.

## Medvirkende
- Julija Aug — Anna Mazurkiewicz / Magdalena
- Romualdas Ramanauskas — Kin Vladimirovitj
- Sergej Vartjuk — Jules Valent
- Vladimir Gostjukhin — Akiplesha
- Victor Solovjov — Roman